# 18.ª División de Granaderos SS Horst Wessel
La 18.ª División de Granaderos SS Horst Wessel fue una división de las SS con la cual, Hitler buscaba formar una división con voluntarios de la antigua Sturmabteilung (SA) y denominarla con el nombre del antiguo miembro de las SA Horst Wessel. La división tuvo un periodo de entrenamiento en Croacia y en Hungría, si bien hasta noviembre no se pudo dar por finalizado este entrenamiento.

## Historial
La división fue creada en enero de 1944 en Hungría con voluntarios alemanes y Volksdeutsche de Hungría, siendo trasladada a Zagreb entre marzo y abril de 1944 en misiones de ocupación. En julio de 1944 recibió entrenamiento en Hungría, entrando en combate precipitadamente ese mismo mes contra el Ejército Rojo en Leópolis, tras la Operación Bagration.
Tras algunas acciones en Eslovaquia, volvió a entrar en combate contra el Ejército Rojo en Budapest en noviembre de 1944 durante la batalla de Budapest hasta enero de 1945. En febrero de 1945 fue trasladada a Eslovaquia y, a continuación, estuvo combatiendo en Silesia hasta el mes de marzo. En abril fue trasladada a Moravia, quedando destruida en Hirschberg en mayo de 1945.

## Comandantes
- Brigadeführer Wilhelm Trabandt (25 de enero de 1944 - 3 de enero de 1945)
- Gruppenführer Josef Fitzthum (3 de enero de 1945 - 10 de enero de 1945)
- Standartenführer Georg Bochmann (10 de enero de 1945 - marzo de 1945)
- Standartenführer Heinrich Petersen (marzo de 1945 - 8 de mayo de 1945)